# Larysa Briukhovetska
Larysa Ivanivna Briukhovetska (née le 7 janvier 1949) est une critique de cinéma, historienne du cinéma et spécialiste du cinéma ukrainienne.
Briukhovetska est née dans le village de Zapillia, Liuboml Raion, Oblast de Volyn. Depuis 1991, Larysa Briukhovetska est rédactrice en chef du magazine Kino-Teatr de l'Académie nationale de l'Université de Kiev-Mohyla (NaUKMA). Elle est également maître de conférences au département d'études culturelles de la NaUKMA et dirige le Centre d'études cinématographiques de l'université. En avril 2019, elle est devenue l'un des 18 membres du Conseil public de l'Agence nationale du cinéma d'Ukraine.

## Éducation et carrière
Briukhovetska étudie à la Faculté de journalisme de l'Université nationale Taras Shevchenko de Kiev de 1967 à 1972.
De 1974 à 1982, elle travaille comme rédactrice scientifique pour la section Art de l'Encyclopédie soviétique ukrainienne. Elle occupe également des postes de rédaction au journal Uriadovyi Kurier et au magazine Kyiv.
Depuis 1988, elle est membre de l'Association ukrainienne des cinéastes.
Au début des années 1990, elle travaille comme correspondante pour la section Cinéma du magazine Vavilon-21.
Depuis 1994, elle enseigne à l'Académie nationale de l'Université Mohyla de Kiev. En 1995, elle devient rédactrice en chef du magazine Kino-Teatr, fondé à l'initiative de ses étudiants.
Entre 2000 et 2009, elle siège au Conseil d’experts de l’Agence nationale du cinéma d’Ukraine. Elle est membre du Comité national du prix Taras Chevtchenko (2000-2004) et du Comité d'État du prix Oleksandr Dovzhenko (2004-2013).
Elle est élue au conseil d'administration de l'Association ukrainienne des cinéastes lors de son 7e (13e) congrès le 25 octobre 2016.
En mars 2019, Briukhovetska est l'une des neuf experts en cinéma du comité de sélection chargé de nommer un nouveau directeur pour le studio de cinéma Dovzhenko.